# عريف (اسم)
عريف هو اسم علم مذكر من أصل عربي، ومعناه هو صيغة مبالغة من فاعل أو أنه على وزن فعيل بمعنى فاعل أو بمعنى مفعول والمعنى القيم، سيد القوم.

## وصلات خارجية
- موسوعة السلطان قابوس لأسماء العرب نسخة محفوظة 5 أبريل 2019 على موقع واي باك مشين.